# Claudia Kuzmina
Claudia Kuzmina (în rusă Клавдия Алексеевна Кузьмина, Claudia Alexeevna Kuzmina; n. 1923, Tbilisi, Republica Sovietică Federală Socialistă Transcaucaziană, URSS – d. 1 iulie 2008, Saratov, Saratov, Rusia) a fost o profesoară sovietică, doctor habilitat în științe medicale, profesoară a Institutului de Medicină din Saratov.
A absolvit Institutul de Medicină din Saratov în 1931. În 1970 a susțut teza de doctor habilitat. A fost decorată cu Ordinul „Insigna de Onoare” și cu Medalia „Pentru muncă susținută”.

## Legături externe
- Кузьмина Клавдия Алексеевна (1923—2008 гг.) // Фундаментальные исследования. — 2009. — № 4 (приложение) — С. 99.
- Профессор Клавдия Алексеевна Кузьмина (к 90-летию со дня рождения) // Современные проблемы науки и образования. — 2013. — № 3.